# Alibi.com
Az Alibi.com 2017-ben bemutatott francia film, amelyet Philippe Lacheau rendezett. A forgatókönyvet Lacheau, Julien Arruti és Pierre Dudan írták. A producerei Alexandra Fechner és Franck Milcent. A főszerepekben Philippe Lacheau, Élodie Fontan, Julien Arruti, Tarek Boudali, Didier Bourdon és Nathalie Baye láthatók. A film zenéjét Maxime Desprez és Michael Tordjman szerezték. A tévéfilm gyártója a Fechner Films, forgalmazója a StudioCanal. Műfaja filmvígjáték.
Franciaországban 2017. február 15-én, Magyarországon pedig 2017. április 20-án mutatták be a moziban.

## Cselekmény
A főszereplő, Greg és kollégája, Augustin üzemeltetnek egy Alibi.com nevezetű vállalatot, amely alibit biztosít a félrelépő emberek számára, de például segítenek utazások eltitkolásában is. Greg egyik hobbija, hogy megpróbálja utánozni Jean-Claude Van Damme pörgőrúgását. Ez a későbbiekben fontos lesz. Egyik nap felveszik az irodába Mehdit, aki a tipikus szorgalmas dolgozót testesíti meg és emiatt jó kapcsolata lesz Greggel, amire Augustin féltékeny is lesz a film során.
Egy későbbi küldetés során, amikor egy autóban ül Greg, Augustin és Mehdi, Augustin féltékeny lesz barátja és Mehdi jó kapcsolatára és kiszállnak az autóból hogy ezt megbeszéljék. Ekkor Greg eloldoz egy fához kötött kutyát, amely mint kiderült egy nő kutyája volt, aki csak pisilni ment. A kutyát elütötték és Greg elkíséri a nőt, Flo-t az állatorvoshoz és ekkor kezd elmélyülni a kapcsolatuk.
Egyik nap egy férfi érkezik az irodába, aki állítólag Jean-Claude nevezetű barátja miatt jött, aki szeretné egy hetvégét tölteni egy másik nővel, miközben ő házas, de hamar kiderül hogy a férfi magáról beszél és Greg-ék szolgáltatását igényli, amelyet meg is ígérnek neki. A későbbiekben Flo elhívja Greget egy bowling meccsre is, ahol fogadást is kötöttek, amelyet Flo elbukott. Ezután egyre mélyebb kapcsolatukat tekinthetjük meg. Egyik nap, amikor Flo bemutatja Greget a szüleinek, kiderül, hogy Flo apja "Jean-Claude". Flo apja elutazik egy "üzleti útra", amely igazából a megbeszélt félrelépést jelenti. Greg is elutazik "Tanzániába", viszont neki pedig Flo apját kell helyettesíteni az "üzleti úton" és költenie a pénzét, átvenni a szállodai szobát stb. Mint kiderül ez a hétvége, pont Flo apjának és anyjának házassági évfordulóján van, így Flo és az anyja, Mme elutaznak egy szállodába, amely ugyanaz ahol Greg és Gérard (Jean-Claude) van.
Gérard le is bukik, de kivágja magát a helyzetből azzal a kifogással, hogy megszakította az utazását hogy együtt legyen feleségével a hétvégén, amelyet el is hisznek neki. Ekkor Greg feladata lesz, hogy lecsillapítsa a Cynthia-t, a nőt akivel Gérard csalta a feleségét, illetve hogy papírokat és bőröndöt biztosítson leendő apósa számára. Sikeresen meg is szerzi azokat, át is adja Gérard-nak, de Flo rájött, hogy nincs Greg Tanzániában. Ám ebből a helyzetből is kivágja magát Greg. Így mindenki boldog, ám Cynthia megszerzi Greg laptopját, az összes bizalmas adattal, többek közt apósáról is. És Cynthia csupán bosszúból ezeket közzé is teszi, így sok ember házasságát tönkretéve. Flo is elhagyja Greg-et és az Alibi.com lehúzza a rolót. Greg megpróbál Flo-tól bocsánatot kérni, de ő azt mondja továbblépett, viszont ezt csak a nyomaték kedvéért teszi.
Egyszer amikor Flo, Mme és Gérard a parkban sétálnak, Flo megkérdezi az anyjától, hogy hogyan bírt megbocsátani az apjának a félrelépés után. Mme azt válaszolja hogy nagyon szereti Gérardot, így nem tud neki nem megbocsátani. Flo elgondolkozik. Ekkor észreveszi, hogy Greg a parkban van és pár srác, akiknek szintén tönkrement a házasságuk a laptop miatt, belekötött Gregbe, majd bevonszolják őt egy helyiségbe és megverik, de Greg nem is áll ellen, mondván, a szerelme úgyis elhagyta, akkor már minden mindegy. Itt Greg véghez vitte Van Damme pörgőrúgását, de nem a támadóit, hanem Flo-t rúgta le. Végül Flo megbocsát Gregnek és mindenki boldog, ameddig Flo meg nem látja a reklámtáblát egy busz oldalán, ami szerint Greg támadói igazából csak Augustin és Mehdi új cégének alkalmazottjai. Kapcsolatok megmentése a munkájuk, amelyet Greg is igénybe vett. Flo nem mérges, csak bosszús.

## Szereplők
| Szereplő | Színész                 | Magyar hang        |
| --- | ----------------------- | ------------------ |
| Grégory Van Huffel | Philippe Lacheau        | Szabó Máté         |
| Flo Martin | Élodie Fontan           | Csuha Bori         |
| Augustin | Julien Arruti           | Hamvas Dániel      |
| Mehdi | Tarek Boudali           | Varga Gábor        |
| Gérard (Jean-Claude) | Didier Bourdon          | Törköly Levente    |
| Mme Martin | Nathalie Baye           | Kovács Nóra        |
| Cynthia | Nawell Madani           | Pap Kati           |
| Maurice | Philippe Duquesne       | Várkonyi András    |
| Marco | Medi Sadoun             | Sótonyi Gábor      |
| Romain | Vincent Desagnat        | Hannus Zoltán      |
| Prosper | Jo Prestia              | Péter Richárd      |
| Françoise | Michèle Laroque         | Szórádi Erika      |
| Paul-Edouard | Norman Thavaud          | Molnár Levente     |
| MC Stocma | Joey Starr              | Sarádi Zsolt       |
| Monsieur Godet | Kad Merad               | Epres Attila       |
| Madame Godet | Valériane de Villeneuve | Menszátor Magdolna |
| Állatorvos | Chantal Ladesou         | Makay Andrea       |
| La Fouine | La Fouine               | Jakab Márk         |
| Farkas | David Bancel            | Kapácsy Miklós     |
| Mamour | Adèle Bernier           | Gubik Petra        |
| Jacques | Christian Bujeau        | Imre István        |
| Jean-Louis | Xavier Goulard          | Rosta Sándor       |
| Sommelier | Yann Lecorre            | Seder Gábor        |
| Anne-Charlotte | Julie Schotsmans        | Kis-Kovács Luca    |
| Lee | Santi Sudaros           | Dózsa Zoltán       |
| További magyar hangok |                         |                    |
| Bartók László, Béli Titanilla, Berecz Kristóf Uwe, Bognár Tamás, Bor László, Csépai Eszter, Farkas Zita, Gyarmati Laura, Gyurin Zsolt, Hegedüs Miklós, Horváth-Töreki Gergely, Király Adrián, Láng Balázs, Maday Gábor, Mohácsi Nóra, Papucsek Vilmos, Tóth Szilvia |                         |                    |